# Nissolia platycarpa
Nissolia platycarpa är en ärtväxtart som beskrevs av George Bentham. Nissolia platycarpa ingår i släktet Nissolia och familjen ärtväxter. Inga underarter finns listade i Catalogue of Life.